# Anthony Carrigan
Anthony Carrigan, né le 2 janvier 1983 à Boston, Massachusetts est un acteur américain.

## Biographie
Anthony Carrigan est né le 2 janvier 1983 à Boston, Massachusetts.

### Vie privée
Il est marié à Gia Olimp depuis 2018.

## Filmographie

### Cinéma

#### Longs métrages
- 2011 : The Undying de Steven Peros : Jason Donovan / Elijah Parmenter
- 2016 : Satanic de Jeffrey G. Hunt : Anthony
- 2020 : Bill et Ted sauvent l'univers (Bill and Ted Face the Music) de Dean Parisot : Dennis Caleb McCoy
- 2021 : Un papa hors pair (Fatherhood) de Paul Weitz : Oscar
- 2022 : Killer Whales de Willow Hamilton : Squire Naljaimon
- 2022 : Trick or Treat Scooby-Doo! d'Audie Harrison : Trevor Glume / Le fermier (voix)
- 2024 : McVeigh de Mike Ott : Frédéric
- 2025 : Superman de James Gunn : Rex Mason / Metamorpho
- 2025 : Death of a Unicorn d'Alex Scharfman

#### Courts métrages
- 2011 : Lightweight de Randy Kovitz : Byron
- 2016 : Woman in Deep de Janicza Bravo : Leo
- 2019 : The Toll Road de Tom Riley : Darren
- 2021 : Hard Disk de Matt Burns et Austin Will : Moblo (voix)
- 2022 : Hill Hikers de Mitch deQuilettes et Elizabeth Godar : Liam Johannson

### Télévision

#### Séries télévisées
- 2008 : New York, section criminelle (Law and Order: Criminal Intent) : H. Jack Walker III
- 2009 - 2010 : Forgotten : Tyler Davies
- 2011 : Parenthood : Cory Smith
- 2014 - 2015 : Flash (The Flash) : Kyle Nimbus / The Mist
- 2014 - 2019 : Gotham : Victor Zsasz
- 2016 : Blacklist (The Blacklist) : Harris Holt
- 2018 : Hard Sun : Mr Vice
- 2018 - 2023 : Barry : NoHo Hank
- 2023 : Captain Fall : Mr Tyrant (voix)
- 2025 : Twisted Metal: Calypso

## Récompenses et nominations

### Récompenses
- 2022 : Awards Daily Cooler Awards : Meilleur acteur dans un second rôle dans une série télévisée comique pour Barry
- 2023 : Gold Derby Awards : Meilleur second rôle masculin dans une série comique pour Barry

## Nominations
- 2019 : 71e cérémonie des Primetime Emmy Awards : Meilleur acteur dans un second rôle dans une série télévisée comique pour Barry
- 2019 : Screen Actors Guild Awards : Meilleure distribution pour une série comique pour Barry
- 2019 : Online Film and Television Association : Meilleur acteur dans un second rôle dans une série télévisée comique pour Barry
- 2019 : Gold Derby Awards : Meilleur second rôle masculin dans une série comique pour Barry
- 2019 : International Online Cinema Awards : Meilleur acteur dans un second rôle dans une série télévisée comique pour Barry
- 2020 : Critic's Choice Awards : Meilleur acteur dans un second rôle dans une série télévisée comique pour Barry
- 2020 : Screen Actors Guild Awards : Meilleure distribution pour une série comique pour Barry
- 2022 : 74e cérémonie des Primetime Emmy Awards : Meilleur acteur dans un second rôle dans une série télévisée comique pour Barry
- 2022 : Online Film and Television Association : Meilleur acteur dans un second rôle dans une série télévisée comique pour Barry
- 2022 : Gold Derby Awards : Meilleur second rôle masculin dans une série comique pour Barry
- 2022 : Dorian TV Awards : Meilleur acteur dans un second rôle dans une série télévisée pour Barry
- 2022 : Hollywood Critics Association Television Awards : Meilleur acteur dans un second rôle dans une série télévisée pour Barry
- 2022 : International Online Cinema Awards : Meilleur acteur dans un second rôle dans une série télévisée comique pour Barry
- 2022 : Pena de Prata : Meilleur acteur dans un second rôle dans une série télévisée comique pour Barry
- 2022 : Pena de Prata : Meilleure distribution pour une série comique pour Barry
- 2023 : 75e cérémonie des Primetime Emmy Awards : Meilleur acteur dans un second rôle dans une série télévisée comique pour Barry
- 2023 : Screen Actors Guild Awards : Meilleure distribution pour une série comique pour Barry
- 2023 : Screen Actors Guild Awards : Meilleur acteur dans une série comique pour Barry
- 2023 : Online Film and Television Association : Meilleur acteur dans un second rôle dans une série télévisée comique pour Barry
- 2023 : International Online Cinema Awards : Meilleur acteur dans un second rôle dans une série télévisée comique pour Barry
- 2024 : Screen Actors Guild Awards : Meilleure distribution pour une série comique pour Barry